# 谢绪章
謝緒章（?—?），字漢倬，号北溟。浙江宁波府镇海县人。
清代諸生。與李暾、萬承勳、鄭性合稱“四明四友”，各以诗鸣，尝合刻《四明四友诗集》。

## 家族
父謝兆昌。